# 1978年大韓民國國會選舉
1978年大韓民國國會選舉（：／）是韓國第10次国会選舉，該選舉於1978年12月12日舉行。

## 背景
這次選舉是在第九屆國會任期（6年）屆滿之際舉行的。隨著朴正熙維新體制的統治进入第七年，體制的弊端逐漸顯現。另一方面，作为韩国重要支持者的美國，對韓國壓迫人權的批評越來越強烈，特别是1976年3月1日明洞事件（三一民主救國宣言事件）中金大中等人被逮捕後，美韩裂痕進一步加深。1977年以人權外交聞名的吉米·卡特就任美國總統，並表達了對朴正熙独裁政权鎮壓人權的不滿，要求釋放金大中。同时韩国国内學生運動和反對運動又開始抬头，对朴正熙独裁政权施加压力。
经济方面，1977年韩国出口首次突破100億美元大關，并首次實現貿易順差，虽然經濟表現不錯，但由於資本投入過多、物價飛漲、技術工人不足等原因，使韩国经济发展遭遇阻力。

## 基本情形
- 總統：朴正熙（民主共和党）
- 改選議席數：231席
  - 區域：154席
  - 总统推荐：77席
- 選舉制度：
  - 區域議席採複數選區制、簡單多數決；每区选出2席，任期6年。
  - 总统推荐議席，任期3年；由总统提名，統一主體國民會議于12月21日投票同意。
- 選舉人數：19,489,490名

## 结果
執政的民主共和黨仍为第一大黨，获得擁有68個席位，新民黨获得61個席次。不過從得票率來看，不僅在城市地區，在農村地區也表現出色的新民黨，以微弱優勢超越共和黨（31.7%），成為得票第一大黨（32.8%）。選舉結果反映，民眾對反對黨的支持和對維新體制的強烈不滿。
- 投票日：1978年12月12日
- 投票率：77.1%

选举人数：19,489,490名
投票者数：15,023,370名
| 党派       | 得票数     | 得票率 | 議席数 |
| ---------- | ---------- | ------ | ------ |
| 民主共和党 | 4,695,995  | 31.7   | 68     |
| 新民党     | 4,861,204  | 32.8   | 61     |
| 民主統一党 | 1,095,057  | 7.4    | 3      |
| 無所属     | 4,160,187  | 28.1   | 22     |
| 总统推荐   |            |        | 77     |
| 合計       | 14,812,443 | 100.0  | 231    |

## 當選議員

### 區域議席
民主共和党   新民党   民主統一党   無所属 
| 首尔特別市 | 钟路区・中区                           | 鄭大哲 | 閔寛植 | 麻浦区・龙山区                 | 朴璟遠 | 盧承煥 |
| 首尔特別市 | 城东区                                 | 金済万 | 梁一东 | 東大門區                       | 宋元英 | 李仁根 |
| 首尔特別市 | 城北区                                 | 趙世衡 | 丁来赫 | 道峰区                         | 高興門 | 洪性宇 |
| 首尔特別市 | 西大门区                               | 金在光 | 呉有邦 | 江西区                         | 南載熙 | 金令培 |
| 首尔特別市 | 永登浦区                               | 朴漢相 | 姜秉奎 | 冠岳区                         | 金守漢 | 鄭熙燮 |
| 首尔特別市 | 江南区                                 | 鄭雲甲 | 李台燮 |                                |        |        |
| 京畿道     | 仁川市                                 | 金殷夏 | 柳承源 | 水原市・华城郡                 | 李秉禧 | 劉溶根 |
| 京畿道     | 城南市・广州郡・驪州郡・利川郡         | 鄭东星 | 呉世応 | 議政府市・楊州郡・坡州郡       | 朴命根 | 金炯光 |
| 京畿道     | 富川市・安養市・始興郡・甕津郡         | 李宅敦 | 尹国老 | 高陽郡・金浦郡・江華郡         | 呉洪錫 | 金裕琸 |
| 京畿道     | 平澤郡・龍仁郡・安城郡                 | 柳致松 | 徐相潾 | 抱川郡・漣川郡・加平郡・楊平郡 | 呉致成 | 千命基 |
| 江原道     | 春川市・春城郡・铁原郡・華川郡・楊口郡 | 孫承徳 | 金俊燮 | 原州市・原城郡・洪川郡・横城郡 | 朴永禄 | 金龍鎬 |
| 江原道     | 江陵市・溟州郡・三陟郡                 | 金孝栄 | 金振晩 | 束草市・襄陽郡・麟蹄郡・高城郡 | 丁一権 | 咸鍾贇 |
| 江原道     | 寧越郡・平昌郡・旌善郡                 | 張承台 | 厳永達 |                                |        |        |
| 忠清北道   | 清州市・清原郡                         | 金顕秀 | 李敏雨 | 忠州市・中原郡・堤川郡・丹陽郡 | 李鍾根 | 李宅熙 |
| 忠清北道   | 報恩郡・沃川郡・永同郡                 | 陸寅修 | 李龍熙 | 镇川郡・槐山郡・陰城郡         | 呉龍雲 | 李忠煥 |
| 忠清南道   | 大田市                                 | 林湖   | 金龍泰 | 天安市・天原郡・牙山郡         | 金鍾哲 | 鄭在原 |
| 忠清南道   | 大德郡・錦山郡・燕岐郡                 | 李俊燮 | 柳漢烈 | 論山郡・公州郡                 | 鄭石謨 | 朴璨   |
| 忠清南道   | 扶余郡・舒川郡・保寧郡                 | 金鍾泌 | 趙重衍 | 青陽郡・洪城郡・禮山郡         | 張栄淳 | 韓建洙 |
| 忠清南道   | 瑞山郡・唐津郡                         | 沈鉉稷 | 韓英洙 |                                |        |        |
| 全羅北道   | 全州市・完州郡                         | 李哲承 | 柳琦諪 | 群山市・沃溝郡・裡里市・益山郡 | 金顕基 | 蔡栄喆 |
| 全羅北道   | 鎮安郡・茂朱郡・長水郡                 | 金光洙 | 崔成石 | 南原郡・任實郡・淳昌郡         | 薛仁洙 | 孫周恒 |
| 全羅北道   | 井邑郡・金堤郡                         | 張坰淳 | 金元基 | 高敞郡・扶安郡                 | 朴龍基 | 李昊鍾 |
| 全羅南道   | 光州市                                 | 李必善 | 金禄永 | 木浦市・務安郡・新安郡         | 崔永喆 | 林鐘基 |
| 全羅南道   | 麗水市・麗川郡・光陽郡                 | 李道先 | 朴炳涍 | 順天市・求禮郡・昇州郡         | 柳瓊賢 | 許京万 |
| 全羅南道   | 羅州郡・光山郡                         | 金胤徳 | 韓甲洙 | 潭陽郡・谷城郡・和順郡         | 文亨泰 | 高在清 |
| 全羅南道   | 高興郡・寶城郡                         | 申泂植 | 金守   | 長興郡・康津郡・靈岩郡・莞島郡 | 吉典植 | 尹在明 |
| 全羅南道   | 海南郡・珍島郡                         | 金琫鎬 | 任煐得 | 靈光郡・咸平郡・長城郡         | 金在植 | 李震淵 |
| 慶尚北道   | 大邱市中区・西区・北区                 | 韓柄寀 | 李万燮 | 大邱市东区・南区               | 李孝祥 | 辛道煥 |
| 慶尚北道   | 浦項市・迎日郡・鬱陵郡・永川郡         | 権五台 | 曺圭昌 | 慶州市・月城郡・清道郡         | 朴淑鉉 | 朴権欽 |
| 慶尚北道   | 金泉市・金陵郡・尚州郡                 | 朴定洙 | 鄭輝东 | 安东市・安东郡・義城郡         | 金尚年 | 朴海充 |
| 慶尚北道   | 龜尾市・善山郡・軍威郡・星州郡・漆谷郡 | 申鉉碻 | 金鉉圭 | 榮州市・英陽郡・奉化郡         | 金昌槿 | 朴容万 |
| 慶尚北道   | 達城郡・慶山郡・高靈郡                 | 朴浚圭 | 金鍾基 | 青松郡・盈德郡・蔚珍郡         | 文太俊 | 黄昞禹 |
| 慶尚北道   | 聞慶郡・醴泉郡                         | 蔡汶植 | 具範謨 |                                |        |        |
| 釜山直轄市 | 中区・影岛区                           | 芮春浩 | 金相鎮 | 东区・西区                     | 金泳三 | 朴燦鍾 |
| 釜山直轄市 | 釜山镇区                               | 鄭海永 | 金任植 | 东莱区                         | 李基沢 | 楊燦宇 |
| 釜山直轄市 | 南区                                   | 金承穆 | 金在弘 |                                |        |        |
| 慶尚南道   | 馬山市・鎮海市・昌原郡                 | 朴鐘圭 | 黄珞周 | 蔚山市・蔚州郡                 | 李厚洛 | 崔炯佑 |
| 慶尚南道   | 晋州市・晋陽郡・三千浦市・泗川郡       | 具泰会 | 李尚玟 | 忠武市・統営郡・巨济郡・固城郡 | 崔載九 | 金东旭 |
| 慶尚南道   | 宜寧郡・咸安郡・陜川郡                 | 金相碩 | 李尚信 | 密陽郡・昌宁郡                 | 朴一   | 河大敦 |
| 慶尚南道   | 金海郡・梁山郡                         | 金沢寿 | 辛相佑 | 南海郡・河东郡                 | 申东寛 | 崔致煥 |
| 慶尚南道   | 山清郡・咸陽郡・居昌郡                 | 盧仁煥 | 金东英 |                                |        |        |
| 濟州道     | 全道                                   | 玄梧鳳 | 辺精一 |                                |        |        |

### 推薦議員
推薦議員任期3年，原定1981年改选，但1979年朴正熙遇刺，第四共和国终结，1980年第五共和国憲法通過，推薦議員制度废除。
| 維新政友会 | 葛奉根 | 高在珌 | 金鳳基 | 金聖煥 | 金世培 | 金永光 | 金栄洙 | 金英子 | 金玉烈 | 金容浩 |
| 維新政友会 | 金潤煥 | 金鍾河 | 金周仁 | 朴东昴 | 朴俊圭 | 朴賢緒 | 朴衡圭 | 白斗鎮 | 白永勲 | 辺禹亮 |
| 維新政友会 | 徐英姫 | 鮮于煉 | 宋邦鏞 | 申光淳 | 辛东順 | 申範植 | 申尚澈 | 申相楚 | 申喆均 | 沈瀜沢 |
| 維新政友会 | 安甲濬 | 呉俊碩 | 尹埴   | 尹汝訓 | 尹仁植 | 李坰鎬 | 李道煥 | 李东元 | 李明春 | 李相翊 |
| 維新政友会 | 李錫済 | 李聖根 | 李承潤 | 李亮雨 | 李永根 | 李慈憲 | 李丁錫 | 李廷植 | 李鍾律 | 李鍾植 |
| 維新政友会 | 李鍾賛 | 李哲熙 | 李海元 | 張基善 | 張志良 | 全富一 | 全綎九 | 鄭炳学 | 鄭一永 | 鄭在虎 |
| 維新政友会 | 鄭熙彩 | 趙炳奎 | 曺相鎬 | 趙一済 | 趙洪来 | 千炳圭 | 崔慶禄 | 崔大賢 | 崔栄喜 | 崔宇根 |
| 維新政友会 | 崔泰浩 | 太完善 | 韓基春 | 韓沃申 | 韓泰淵 | 咸明洙 | 玄己順 |        |        |        |

#### 遞補
| 年   | 月日 | 当選者 | 欠員   | 欠員事由         |
| ---- | ---- | ------ | ------ | ---------------- |
| 1979 | 10.8 | 高貴男 | 金聖煥 | 死去             |
| 1980 | 5.22 | 南載漢 | 李承潤 | 任命为財政部長官 |
| 1980 | 8.13 | 李鎬东 | 崔慶禄 | 任命为駐日大使   |
| 1980 | 8.27 | 金遺腹 | 崔泰浩 | 辞職             |

## 后续
选举后隔年发生第二次石油危機、YH事件，反維新体制的鬥爭愈演愈烈。同年10月新民黨總裁金泳三，因在《紐約時報》記者招待會上發表言論而被逐出國會，導致釜馬民主抗爭，最终促成朴正熙遇刺案，终结大韓民國第四共和国。